# Enicospilus seyrigi
Enicospilus seyrigi là một loài tò vò trong họ Ichneumonidae.